# Tachina bijuncta
Tachina bijuncta là một loài ruồi trong họ Tachinidae.